# بزرگراه میان‌ایالتی ۲۰

نشان بزرگراه میان‌ایالتی ۲۰

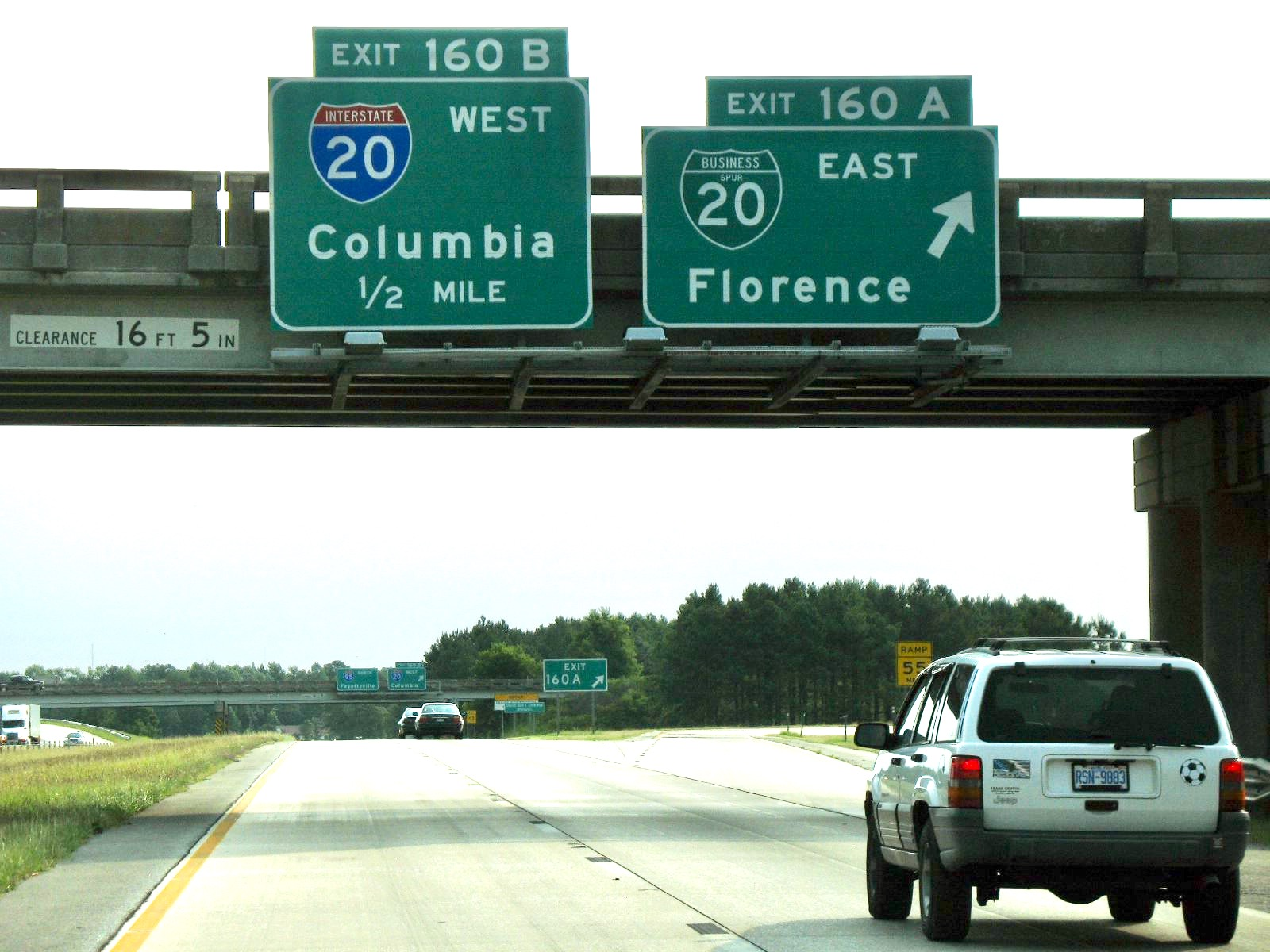
بزرگراه میان‌ایالتی ۲۰

بزرگراه میان ایالتی ۲۰ (به انگلیسی: Interstate-20، مخفف:I-20) یکی از بزرگراه‌های میان ایالتی آمریکاست؛ که مسیر شرقی-غربی داشته و زیرمجموعه دارد. این بزرگراه، از بزرگترین بزرگراه‌های آمریکاست.